# 蔺养成
蔺养成，陕西延安人，一说南漳人，別號“治世王”，明末農民軍將領。
蔺养成开始为高迎祥部闯将。崇祯四年（1631年）为王自用三十六营联军之一。后转战英、霍山区，與賀錦、馬守應、劉希堯、賀一龍合軍，为“左革五营”主帅之一。崇祯十五年（1642年）归附李自成。崇祯十六年（1643年）任通达卫左威武将军，守夷陵。李自成死后，率部继续抗清。与南明合营，被永历帝封为兴山伯。其后病死。《明史·李自成传》称其与賀一龍一起被李自成所杀，但同书何騰蛟传，说他在南明时和袁宗第一起与明军合兵抗清。